# Synagoge (Sarre-Union)

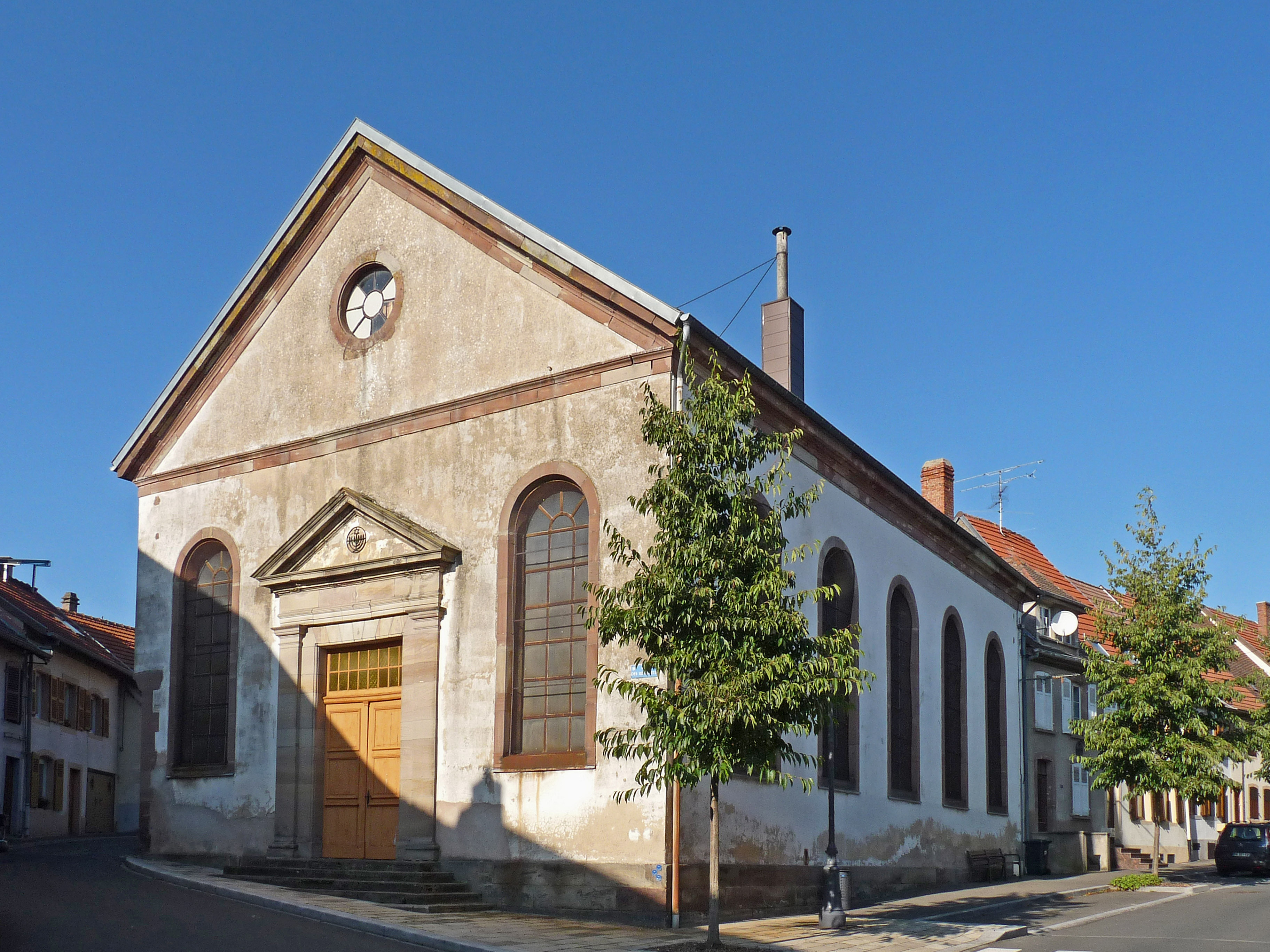
Die Synagoge in Sarre-Union, 2011

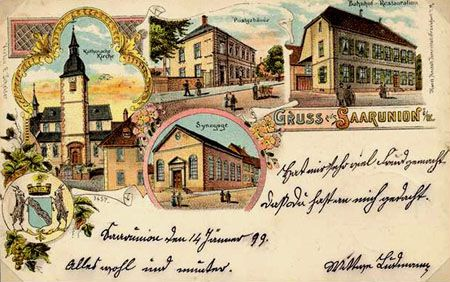
Postkarte von „Saar-Union“ mit Synagoge, um 1900

Die Synagoge in Sarre-Union, einer französischen Gemeinde im Département Bas-Rhin in der historischen Region Elsass, wurde 1839/40 erbaut. Die unter Denkmalschutz (Monument historique) stehende Synagoge befindet sich in der Rue des Juifs (Judengasse).

## Geschichte
Die Synagoge in Sarre-Union wurde 1839/40 nach den Plänen des Architekten Robin Alexis erbaut. Während der deutschen Besatzung im Zweiten Weltkrieg wurde die Synagoge geplündert und durch Artilleriebeschuss schwer beschädigt. Nach 1945 musste die Synagoge von Grund auf renoviert werden.
Über dem Eingangsportal befindet sich ein klassizistischer Giebel und darüber ein Okulus. Die hohen Rundbogenfenster geben dem Innenraum sehr viel Licht.